# Philippe de Crèvecœur

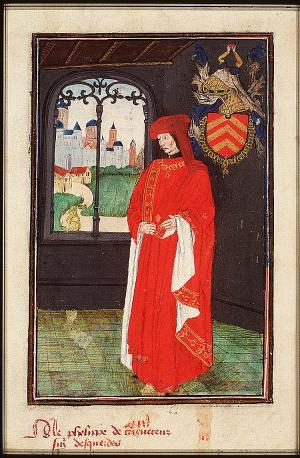
Philippe de Crèvecœur (Statuts, Ordonnances et Armorial de l'Ordre de la Toison d'Or, 1473)

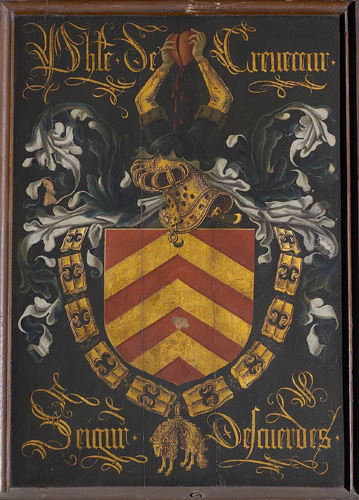
Wappenschild von Philippe de Crèvecœur, 1468 in der Liebfrauenkirche zu Brügge anlässlich des Festes des Ordens vom Goldenen Vlies aufgehängt

Philippe de Crèvecœur (* um 1418; † 22. April 1494 in L’Arbresle bei Lyon; begraben in der Kirche Notre-Dame in Boulogne-sur-Mer) war Herr von Esquerdes (Cordes) und Ratgeber des burgundischen Herzogs Karl der Kühne und später des französischen Königs Ludwig XI.

## Leben
Er wuchs als Sohn von Jacques de Crèvecœur zusammen mit Karl dem Kühnen am burgundischen Hof auf und gehörte bald zu dessen wichtigeren Ratgebern und Militärs.
Nach dem Tod Karls trat er 1477 in die Dienste Königs Ludwig XI. über, der ihn in seinen zahlreichen Ämtern im nordfranzösischen Grenzgebiet bestätigte und ihm weitere verlieh, wie den Gouvernemente des Artois, der Picardie und von La Rochelle. Trotz seines Fehlverhaltens während des Burgundischen Erbfolgekrieges (1477–1493) bei der Schlacht bei Guinegate (1479) blieb er ein geschätzter Militärberater Ludwigs XI., für den er auch die Verhandlungen um das burgundische Erbe Karls des Kühnen führte (Frieden von Arras (1482)). Ebenfalls war er am Abschluss des Heiratsvertrags zwischen dem Dauphin Karl VIII. und Margarete von Österreich, der Tochter Maximilians I., beteiligt. König Karl VIII. von Frankreich ernannte ihn 1485 zum Marschall von Frankreich und 1493 zum Großkammerherrn von Frankreich (frz. Grand chambellan de France).
1468 wurde er in den burgundischen Orden vom Goldenen Vlies aufgenommen, aber 1481 wegen seines Wechsels nach Frankreich von der Mitgliedschaft wieder ausgeschlossen. Nach seinem Wechsel nach Frankreich wurde er von Ludwig XI. in seinen Michaelsorden aufgenommen.